# Кастри, Жозеф-Франсуа де Лакруа
Жозеф-Франсуа де Лакруа (фр. Joseph-François de La Croix; 18 апреля 1663 — 24 июня 1728), маркиз де Кастри — французский государственный и военный деятель.

## Биография
Сын Рене-Гаспара де Лакруа, маркиза де Кастри, и Элизабет де Бонзи.
Барон де Кастельно, Крес, Сальзу и Гурдьеж, сеньор д'Эпе, Сен-Брес, Фигаре и прочее, генеральный наместник в Лангедоке.
Капитан полка своего отца при его формировании (1.03.1674). Полковник того же полка (позднее Буйе), после отставки отца (4.04.1674). 30 августа, после смерти маркиза де Кастри, стал губернатором и сенешалем города, замка и диоцеза Монпелье. Принес присягу 24 сентября.
Принят со своим полком на службу в 1680 году. Участвовал во взятии Казале генералом Катина в 1681-м. В 1683 году в деле против гугенотов в Лангедоке под ним была убита лошадь. В следующем году командовал полком в бою у Понт-Майора и при штурме Жироны.
В августе 1688 отправился в Кельнское курфюршество под командованием маркиза де Сурди. В марте 1689 был атакован отрядом от 4 до 5 тыс. человек, с несколькими ротами гренадер сдержал их удар, после чего организованно отступил и спас пехоту, находившуюся под его командованием. За это был 22 марта произведен в бригадиры персональным патентом (вне очереди). Отступил из Нойса в Бонн, отличился при его обороне, после чего заключил договор о почетной капитуляции с курфюрстом Баварским.
19 апреля 1690 направлен во Фландрскую армию, командовал бригадой в битве при Флёрюсе, где под ним была убита лошадь, а сам он получил ранение. В 1691 году участвовал в осаде Монса и закончил кампанию в Германии, где служил и в следующем году.
30 марта 1693 произведен в лагерные маршалы, после чего оставил службу, а в апреле 1695 отказался от полка.
1 апреля 1698 назначен придворным герцогини Шартрской, будущей герцогини Орлеанской.
3 июня 1724 пожалован в рыцари орденов короля.

## Семья
1-я жена (29.05.1693): Мари-Элизабет де Рошешуар-Мортемар, дочь Луи-Виктора де Рошешуара, герцога де Вивонна, маршала Франции, и Антуанетты-Луизы де Месм
Дети:
- Жан-Франсуа-Жозеф (ум. 25.12.1716), граф де Кастри. Жена (20.01.1716): Мари-Маргерит-Шарлотта де Мусо (ум. 8.08.1716), дочь Шарля де Мусо де Ноллана, сеньора д'Олленвиль и д'Эгли, интенданта армий короля, и Мари-Шарлотты Камю де Туш

2-я жена (20.01.1722): Мари-Франсуаза де Леви (ок. 1698—2.12.1728), дочь и наследница герцога Шарля-Эжена де Леви и Маргерит-Франсуазы д'Альбер
Дети:
- Арман-Франсуа (18.10.1725—27.01.1743), маркиз де Кастри. Губернатор Монпелье (1728), лейтенант Пехотного полка Короля, умер в Шалоне по возвращении из Богемского похода, где «испытал все тяготы войны и оставил знаки величайшей доблести»[1]. Жена (20.07.1741): Мари-Луиза-Анжелика де Таларю де Шальмазель (20.03.1743), придворная дама принцесс Генриетты и Аделаиды, дочь Луи II де Таларю, маркиза де Шальмазеля, и Мари-Марты-Франсуазы де Бонневаль
- Шарль-Эжен-Габриель (25.02.1727—11.01.1801), маркиз де Кастри, маршал Франции. Жена (19.12.1743): Габриель-Изабо-Тереза де Россе де Рокозель де Флёри (10.1730), дочь Жана-Эркюля де Россе де Рокозеля, герцога де Флёри, и Мари Ре
- Луи-Огюстен (15.10.1728—3.09.1737), мальтийский рыцарь